# ノブキ属
ノブキ属 Adenocaulon Hooker は、キク科の分類群の一つ。日本ではノブキがこれに属する。

## 特徴
多年生の草本。葉は互生で、茎の基部に集まって生じ、長い葉柄を持つ。花序は円錐状で、頭花は小さい。花序には柄のある腺体を生じる。
頭状花序は雌花と両性花とからなり、頭花の外側に雌花があって痩果を生じるが、内側にある両性花は不稔性で果実を形成しない。雌花の花冠は広鐘型で先端は4-5裂する。総苞片は半球形で5-7個あり、花後には反り返る。花床は鱗片はない。痩果は棍棒状、先端に冠毛はなく、柄のある腺体がある。

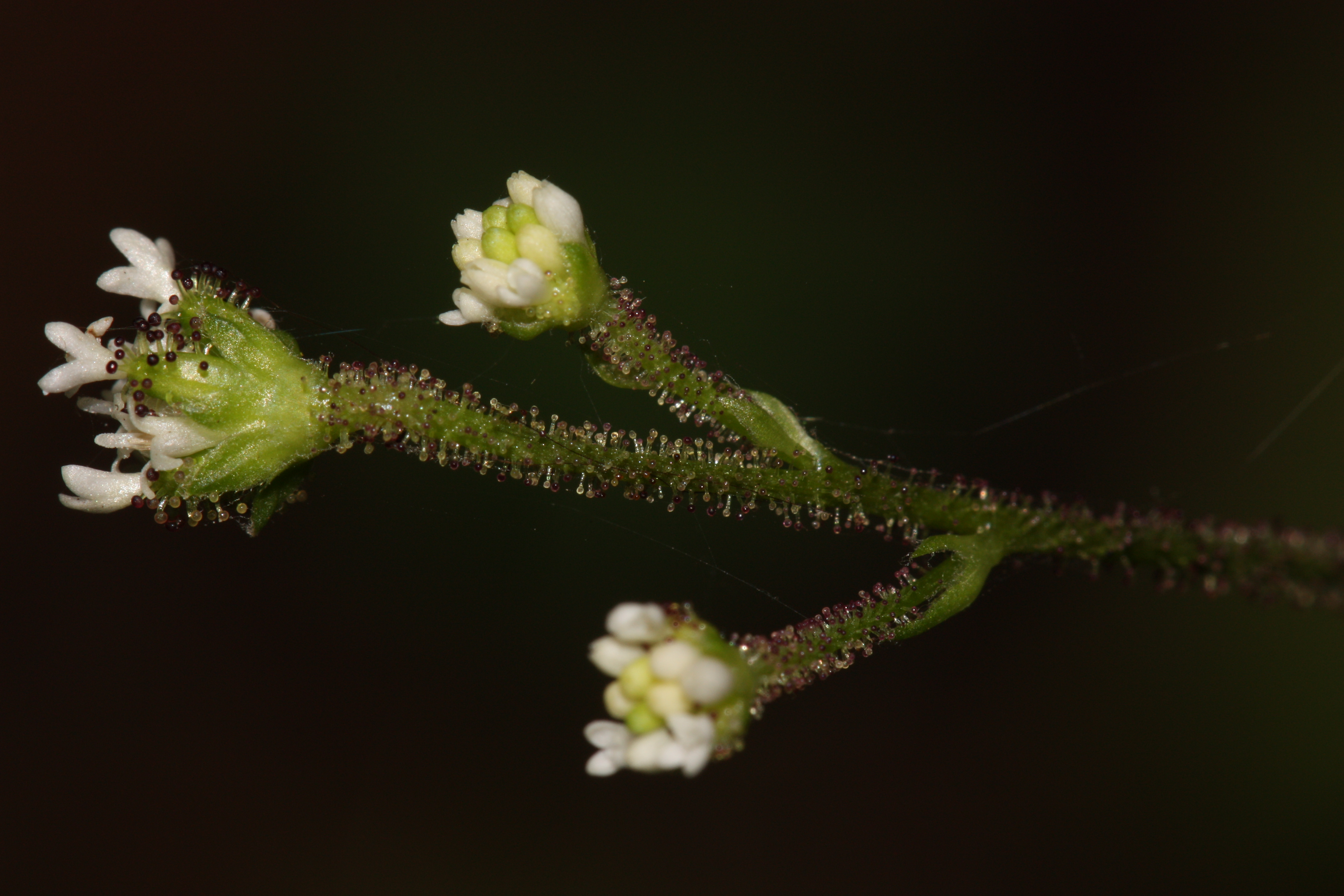
A. bicolor・雌花と両性花の花冠
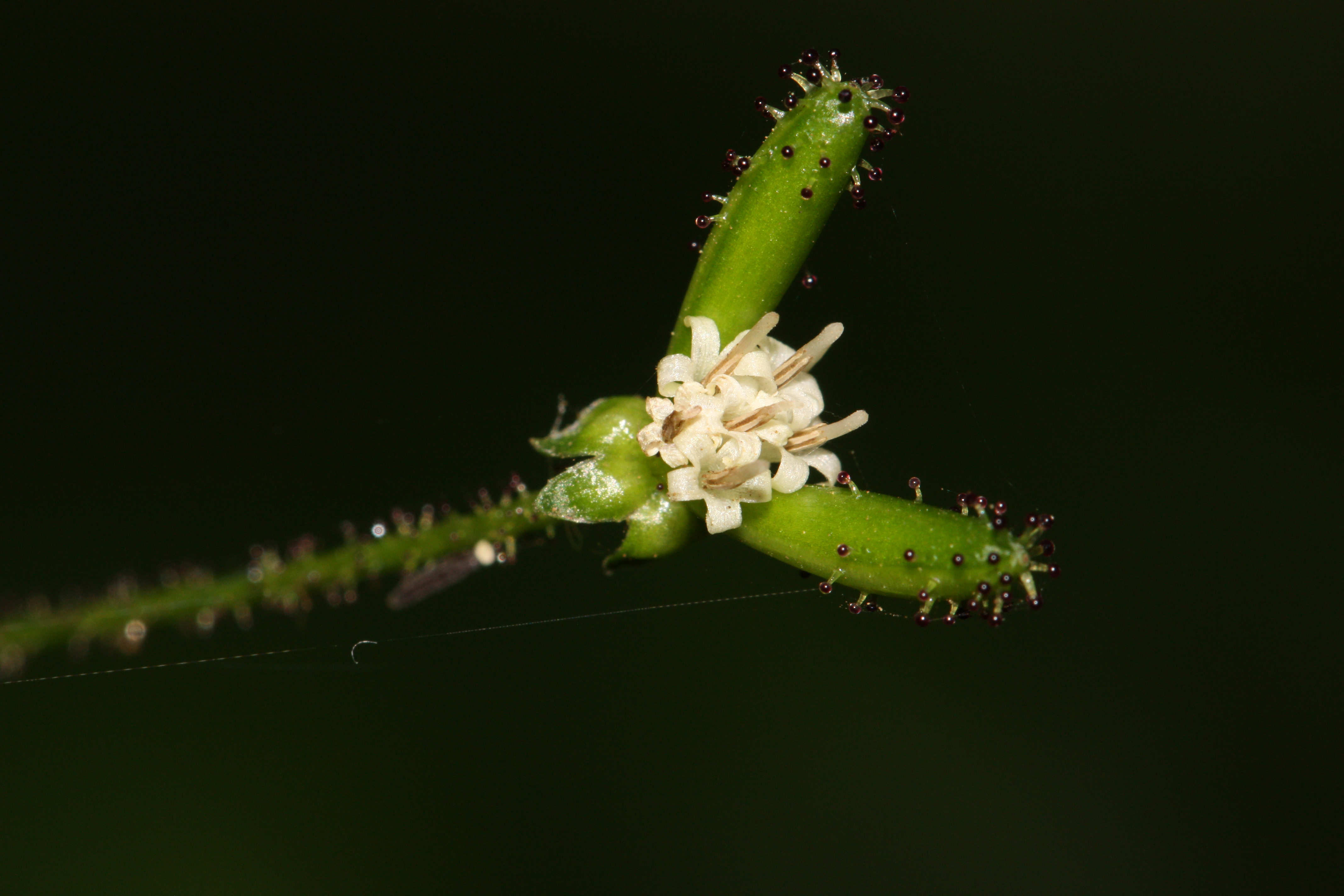
A. bicolor・痩果が成熟しかかっている
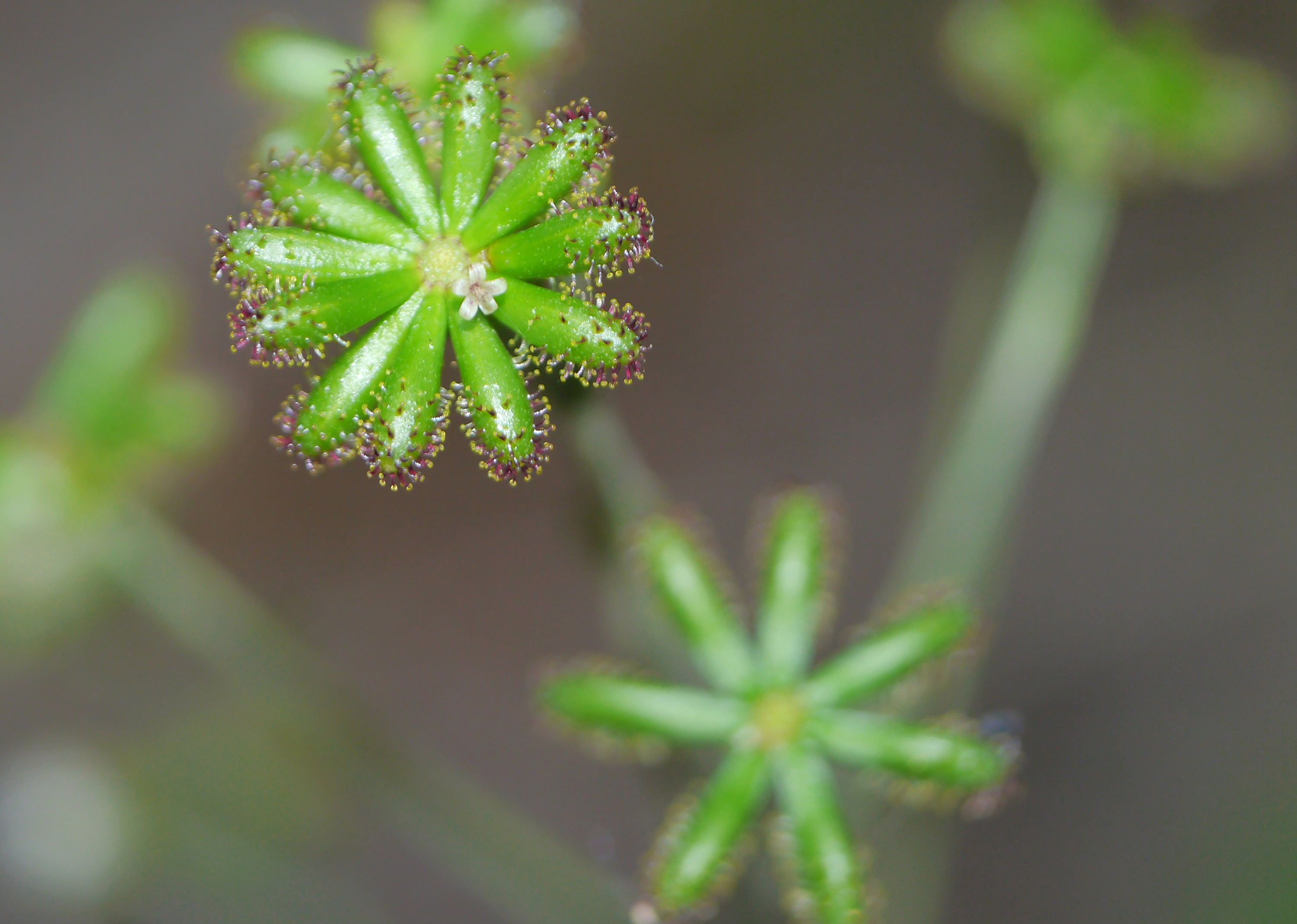
ノブキ・両性花がほとんど脱落したところ

## 分類
この属の位置づけについては議論があった。メナモミ族、オグルマ族、サワギク族などとする説が唱えられたことがある。佐竹他(1981)ではキオン族 Triib. Senecioneaseに含め、中でもフキ属に近いとしている。

## 下位分類
以下の種が知られる。
- Adenocaulon　ノブキ属
  - A. himalaicum　ノブキ：日本～ヒマラヤ
  - A. bicolor　：北アメリカ
  - A. lyratum　：中部アメリカ
  - A. chilense　：南アメリカ